# Équipe de Tunisie de football en 2012
L'équipe de Tunisie de football participe en 2012 à la coupe d'Afrique des nations et aux éliminatoires de la coupe du monde 2014 et de la coupe d'Afrique des nations 2013.

## Matchs
| Date             | Stade                                               | Adversaire         | Score | Comp | Buteurs tunisiens                                 |
| 9 janvier 2012   | Stade de Sharjah Charjah, Émirats arabes unis       | Soudan             | 3-0   | A    | Khalifa 12e, Dhaouadi 60e, Chermiti 82e           |
| 13 janvier 2012  | Dubaï Club Stadium Dubaï, Émirats arabes unis       | Côte d'Ivoire      | 0-2   | A    |                                                   |
| 23 janvier 2012  | Stade d'Angondjé Libreville, Gabon                  | Maroc              | 2-1   | CAN  | Korbi 34e, Msakni 75e                             |
| 27 janvier 2012  | Stade d'Angondjé Libreville, Gabon                  | Niger              | 2-1   | CAN  | Msakni 3e, Jemâa 90e                              |
| 31 janvier 2012  | Stade Rénovation Franceville, Gabon                 | Gabon              | 0-1   | CAN  |                                                   |
| 5 février 2012   | Stade Rénovation Franceville, Gabon                 | Ghana              | 1-2   | CAN  | Khalifa 42e                                       |
| 29 février 2012  | Stade olympique d'El Menzah Tunis, Tunisie          | Pérou              | 1-1   | A    | Ben Yahia 44e                                     |
| 27 mai 2012      | Stade olympique d'El Menzah Tunis, Tunisie          | Rwanda             | 5-1   | A    | Jemal 17e, Harbaoui 50e 52e, Jemâa 68e, Saihi 78e |
| 2 juin 2012      | Stade olympique d'El Menzah Tunis, Tunisie          | Guinée équatoriale | 3-1   | QCM  | Jemâa 51e, Harbaoui 57e, Hammemi 88e              |
| 9 juin 2012      | Stade de Várzea Praia, Cap-Vert                     | Cap-Vert           | 2-1   | QCM  | Khalifa 14e, Jemâa 46e                            |
| 15 août 2012     | Stade olympique d'El Menzah Tunis, Tunisie          | Iran               | 2-2   | A    | Jemal 55e, Jemâa 82e                              |
| 8 septembre 2012 | Brookfields National Stadium Freetown, Sierra Leone | Sierra Leone       | 2-2   | QCA  | Gharbi 68e, Msakni 87e                            |
| 13 octobre 2012  | Stade Mustapha-Ben-Jannet Monastir, Tunisie         | Sierra Leone       | 0-0   | QCA  |                                                   |
| 16 octobre 2012  | Stade Cheikh-Zayed Abou Dabi, Émirats arabes unis   | Égypte             | 1-0   | A    | Dhaouadi 19e                                      |
| 14 novembre 2012 | Stade olympique de Sousse Sousse, Tunisie           | Suisse             | 1-2   | A    | Dhaouadi 59e                                      |
| 30 décembre 2012 | Stade Cheikh-Zayed Abou Dabi, Émirats arabes unis   | Irak               | 2-1   | A    | Jemâa 46e, Ben Youssef 58e                        |

## Effectif
| Sélectionneur                                      | Sélectionneur     | Sami Trabelsi     | Sami Trabelsi     | Sami Trabelsi        |
| Liste des 23 joueurs sélectionnés pour la CAN 2012 |                   |                   |                   |                      |
| N°                                                 | Nom               | Date de naissance | Sélections (buts) | Club                 |
| Gardiens                                           |                   |                   |                   |                      |
| 1                                                  | Moez Ben Cherifia | 24 juin 1991      | 0 (0)             | Espérance de Tunis   |
| 16                                                 | Aymen Mathlouthi  | 14 septembre 1984 | 32 (0)            | Étoile du Sahel      |
| 22                                                 | Rami Jridi        | 25 avril 1985     | 5 (0)             | Club sportif sfaxien |
| Défenseurs                                         |                   |                   |                   |                      |
| 3                                                  | Karim Haggui      | 20 janvier 1984   | 85 (6)            | Hanovre 96           |
| 2                                                  | Bilel Ifa         | 9 mars 1990       | 13 (0)            | Club africain        |
| 5                                                  | Ammar Jemal       | 20 avril 1987     | 22 (4)            | AS Monaco            |
| 12                                                 | Khalil Chemmam    | 24 juillet 1987   | 11 (0)            | Espérance de Tunis   |
| 18                                                 | Anis Boussaïdi    | 10 avril 1981     | 22 (0)            | Tavria Simferopol    |
| 20                                                 | Aymen Abdennour   | 6 août 1989       | 13 (1)            | Toulouse FC          |
| Milieux                                            |                   |                   |                   |                      |
| 4                                                  | Adel Chedli       | 16 septembre 1976 | 56 (3)            | Étoile du Sahel      |
| 6                                                  | Hocine Ragued     | 11 février 1983   | 35 (0)            | Kardemir Karabükspor |
| 8                                                  | Khaled Korbi      | 16 décembre 1985  | 23 (2)            | Espérance de Tunis   |
| 9                                                  | Yassine Chikhaoui | 22 septembre 1986 | 25 (3)            | FC Zurich            |
| 10                                                 | Oussama Darragi   | 3 avril 1987      | 28 (6)            | FC Sion              |
| 13                                                 | Wissem Ben Yahia  | 9 septembre 1984  | 22 (2)            | Mersin Talim Yurdu   |
| 14                                                 | Mejdi Traoui      | 13 décembre 1983  | 27 (1)            | Espérance de Tunis   |
| 15                                                 | Zouhaier Dhaouadi | 1er janvier 1988  | 23 (2)            | Club africain        |
| 21                                                 | Jamel Saihi       | 22 janvier 1987   | 8 (1)             | Montpellier HSC      |
| Attaquants                                         |                   |                   |                   |                      |
| 7                                                  | Youssef Msakni    | 28 octobre 1990   | 12 (2)            | Espérance de Tunis   |
| 11                                                 | Sami Allagui      | 28 mai 1986       | 19 (5)            | 1. FSV Mayence 05    |
| 17                                                 | Issam Jemâa       | 28 janvier 1984   | 60 (27)           | AJ Auxerre           |
| 19                                                 | Saber Khalifa     | 14 octobre 1986   | 8 (3)             | Évian TG FC          |
| 23                                                 | Amine Chermiti    | 26 décembre 1987  | 31 (6)            | FC Zurich            |

## Classement FIFA
Le tableau ci-dessous présente les coefficients mensuels de l'équipe de Tunisie dans le monde publiés par la FIFA durant l'année 2012.
| Mois | janv. | fév. | mars | avril | mai | juin | juillet | août | sept. | oct. | nov. | déc. |
| Rang | 59    | 59   | 56   | 57    | 56  | 46   | 43      | 41   | 41    | 45   | 46   | 45   |

## Classement de la CAF
Le tableau ci-dessous présente les coefficients mensuels de l'équipe de Tunisie dans la CAF publiés par la FIFA durant l'année 2012.
| Mois | janv. | fév. | mars | avril | mai | juin | juillet | août | sept. | oct. | nov. | déc. |
| Rang | 10    | 9    | 8    | 9     | 8   | 7    | 8       | 7    | 7     | 7    | 7    | 8    |